# Pouzolzia poeppigiana
Pouzolzia poeppigiana là loài thực vật có hoa trong họ Tầm ma. Loài này được (Wedd.) Killip miêu tả khoa học đầu tiên năm 1931.